# Antonio Rinaldi (architetto)
Antonio Rinaldi (Palermo, 25 agosto 1709 – Roma, 10 aprile 1794) è stato un architetto italiano, allievo di Vanvitelli e poi attivo soprattutto nell'Impero russo a partire dal 1752. In Russia Introdusse lo stile rococò nell'architettura di corte e il raffinato primo classicismo, che determinò lo sviluppo dell'architettura russa tra il 1760 ed il 1770.

## Biografia

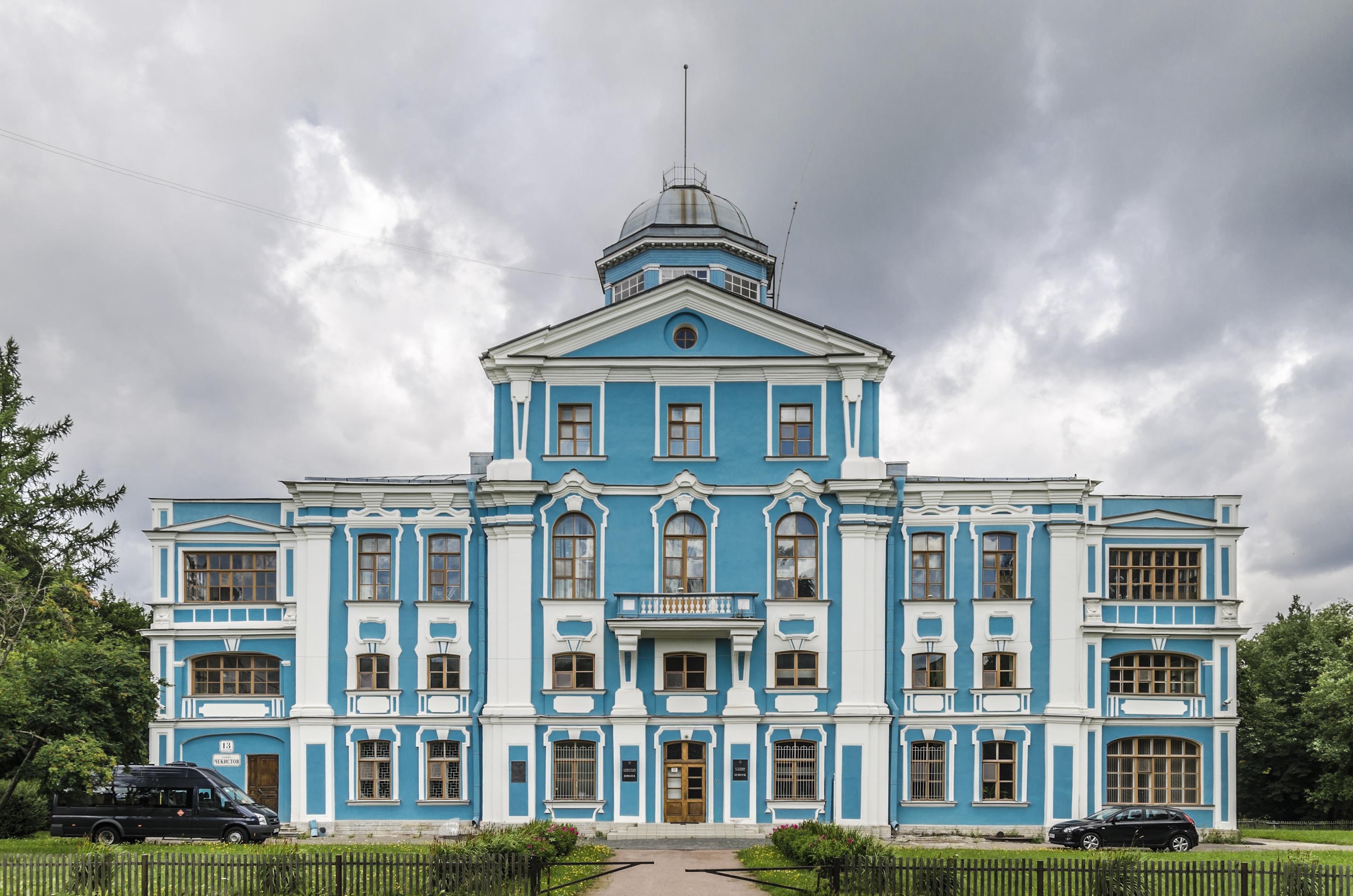
Dacia Novoznamenka

Antonio Rinaldi giunse a San Pietroburgo il 22 giugno 1751, questo è noto grazie alla corrispondenza del conte Vorontsov con il suo corrispondente romano, il conte Bielka.
Sempre nel 1751, durante un viaggio in Inghilterra, fu chiamato dall'etmano Kirill Grigor'evič Razumovskij per decorare le sue residenze in Ucraina.  A questo periodo risalgono la Cattedrale della Resurrezione a Pochep vicino a Bryansk e la Cattedrale di Santa Caterina a Yamburg, ora Kingisepp vicino a San Pietroburgo.
La sua prima importante commissione fu la Dacia Novoznamenka del cancelliere Michail Illarionovič Voroncov.  

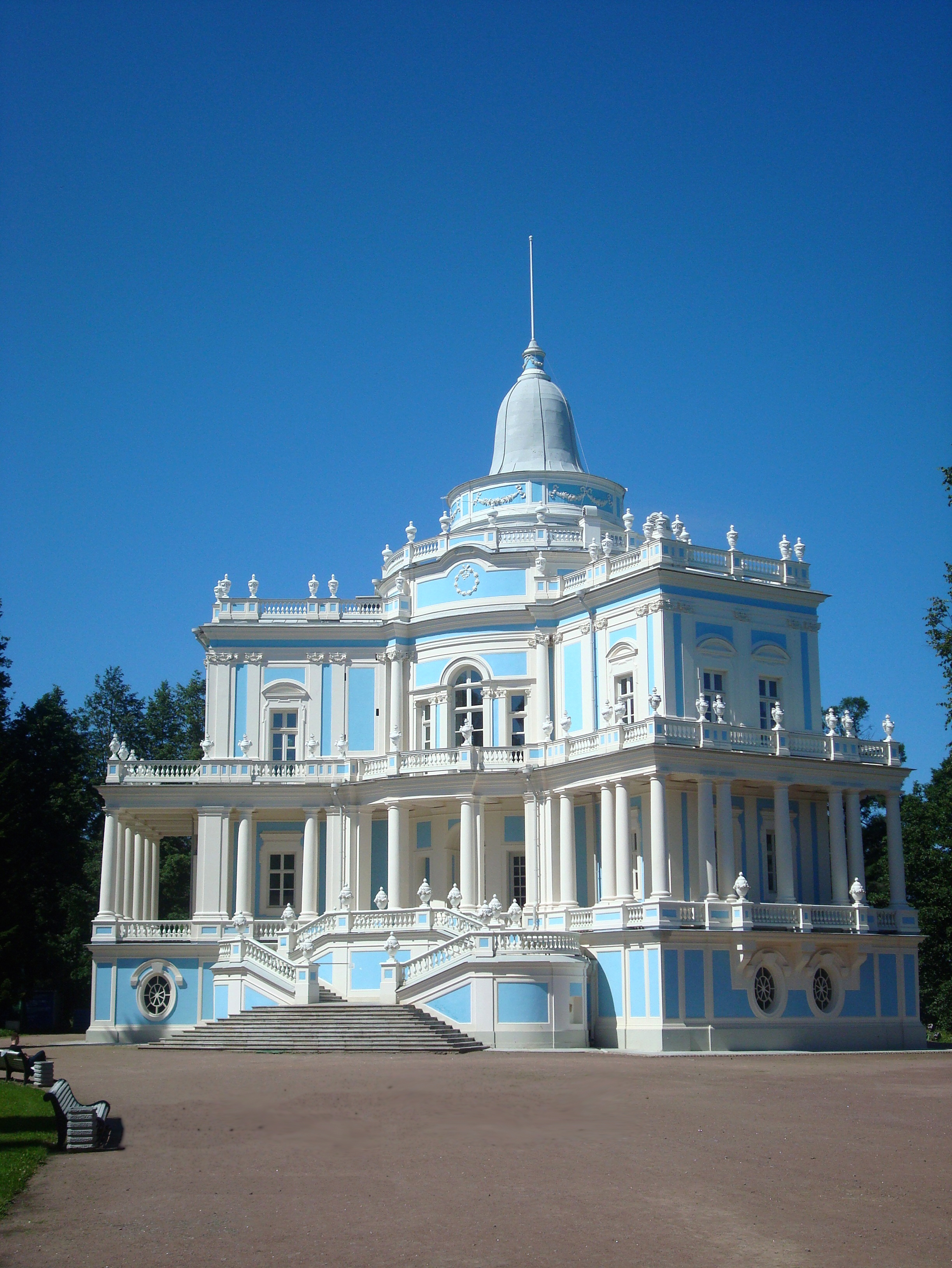
Il Padiglione di Katalnaya Gorka

Nel 1754, fu nominato architetto di corte dei futuri Pietro III e Caterina II, che risiedevano ad Oranienbaum. In quella città eseguì alcuni dei suoi progetti barocchi più noti: la Fortezza di Peterstadt (1758–60), il sontuoso Palazzo Cinese (1762–68) e il Padiglione di Katalnaya Gorka (delle "montagne russe") (1762–74).

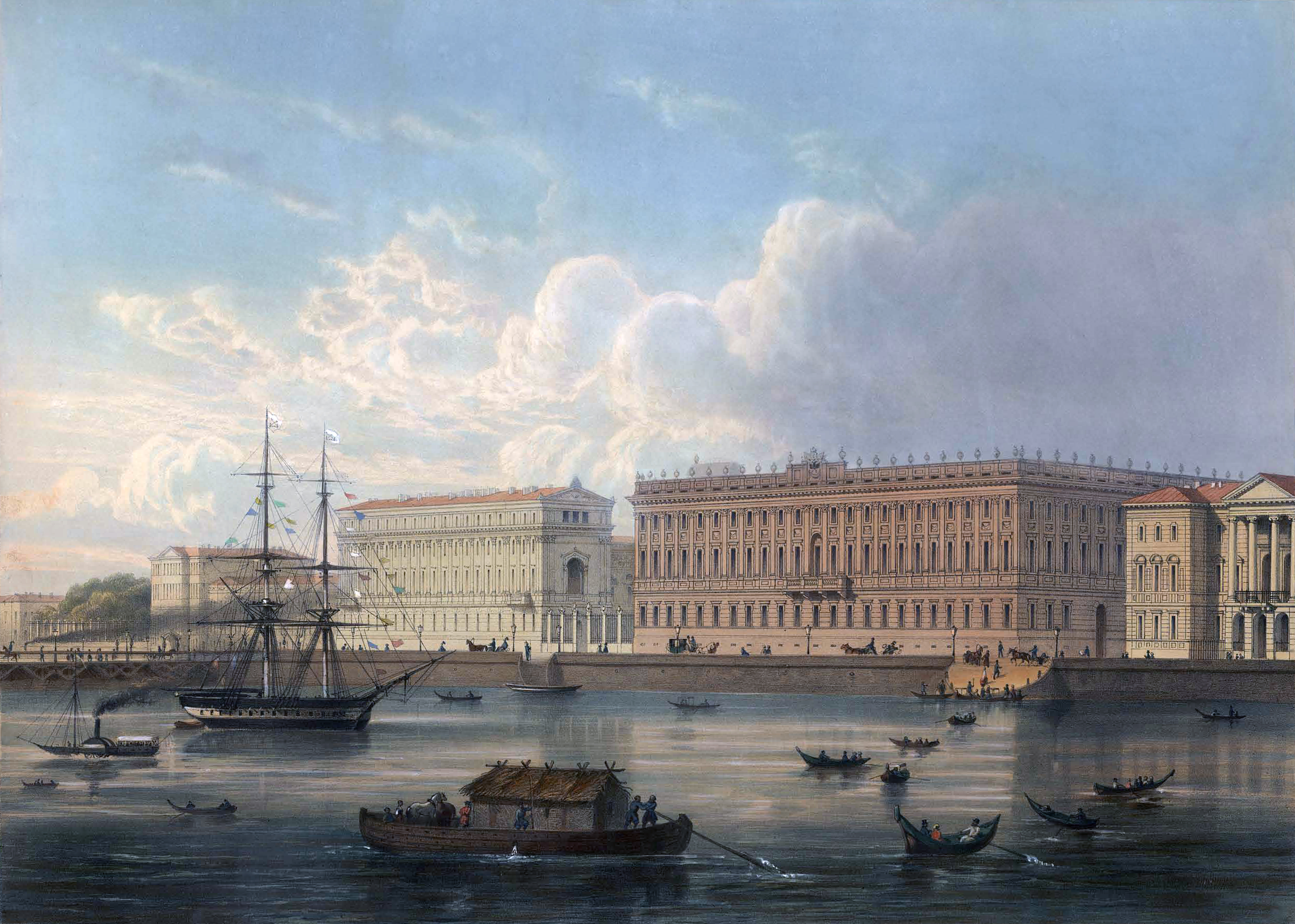
Veduta del Palazzo di Marmo a San Pietroburgo, 1860, Joseph-Maria Charlemagne-Baudet

Nel 1770, Rinaldi divenne il principale architetto del conte Grigorij Grigor'evič Orlov, favorito di Caterina II e l'uomo più potente del paese.  Durante questo periodo costruì due grandiose residenze neoclassiche, vale a dire il Palazzo di Marmo tra il Campo di Marte e il Lungoneva del Palazzo a San Pietroburgo e l'ampia Reggia di Gatchina, che fu successivamente concessa all'imperatore Paolo e in parte rimaneggiata. Ha anche progettato per Orlov diversi monumenti a Carskoe Selo, in particolare la Porta Orlov, l'Obelisco di Kagul e la Colonna Chesma. Ha infine portato a termine i lavori della Chiesa cattolica di Santa Caterina iniziati da Jean-Baptiste Michel Vallin de La Mothe.

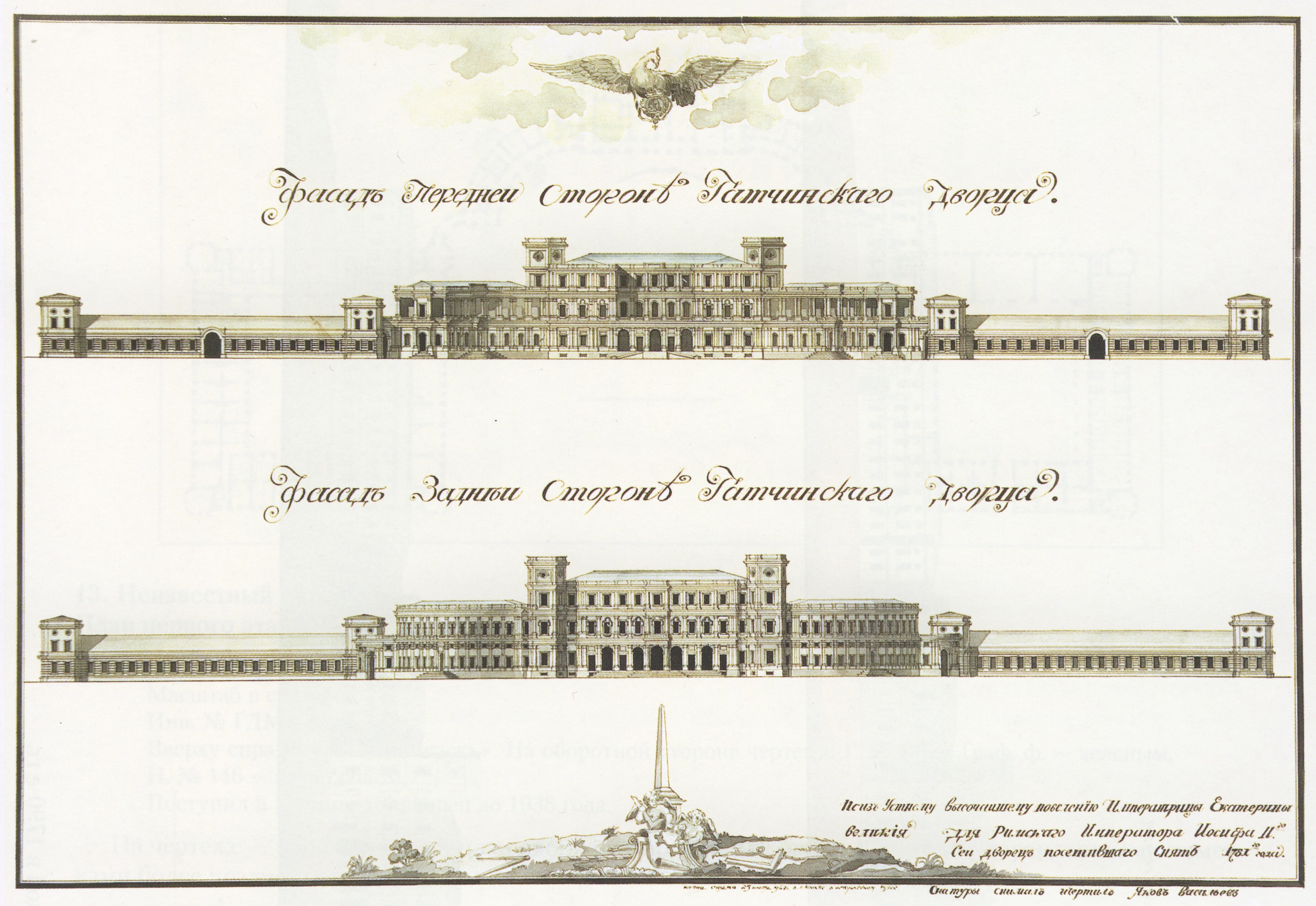
Le facciate della Reggia di Gatčina in un rilievo del 1781

Nel 1784, Rinaldi si dimise dall'incarico di architetto di corte a causa della sua salute cagionevole e rientrò in Italia, dove morì a Roma nel 1794.

## Opere

### Italia
- Ristrutturazione della Chiesa di Santa Maria Maddalena a Pesaro (1740—1745)
- Ristrutturazione del Convento di Sant'Agostino a Roma come assistente di Luigi Vanvitelli

### Ucraina
- Supervisione della costruzione del Palazzo Razumovskij a Baturyn progettato da  Charles Cameron

### Russia
San Pietroburgo 
- Palazzo di Marmo

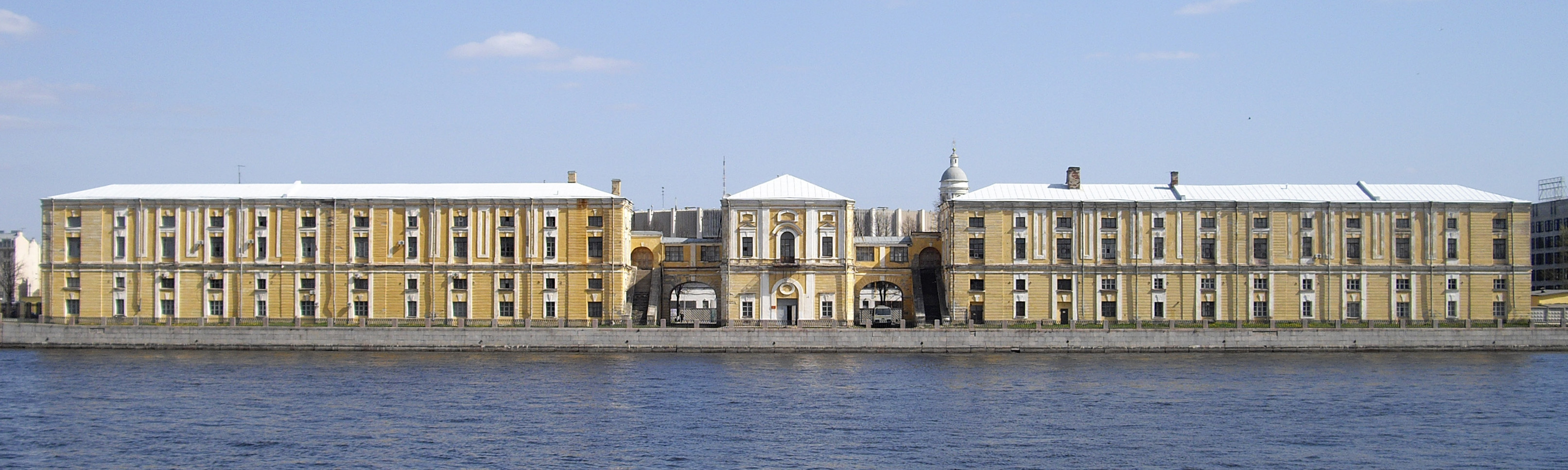
Tuchkov Buyan

- Cattedrale di Sant'Isacco, un progetto non terminato e ora sostituito dall'edificio progettato da August de Montferrand
- Completamento della Chiesa cattolica di Santa Caterina
- Dacia Novoznamenka
- Cattedrale di San Vladimiro
- Ricostruzione della Chiesa dell'Ascensione (1758—1759, non più esistente)
- Teatro Bol'šoj Kamennyj (non più esistente)
- Tučkov Bujan, ex magazzini di canapa sul lungomare del Malaja Neva vicino al ponte Tuchkov (1763—1772)
- Figura dell'angelo per la guglia della Cattedrale di Pietro e Paolo, danneggiato dalla tempesta (1777)

 Edifici per la Reggia di Oranienbaum a Lomonosov 

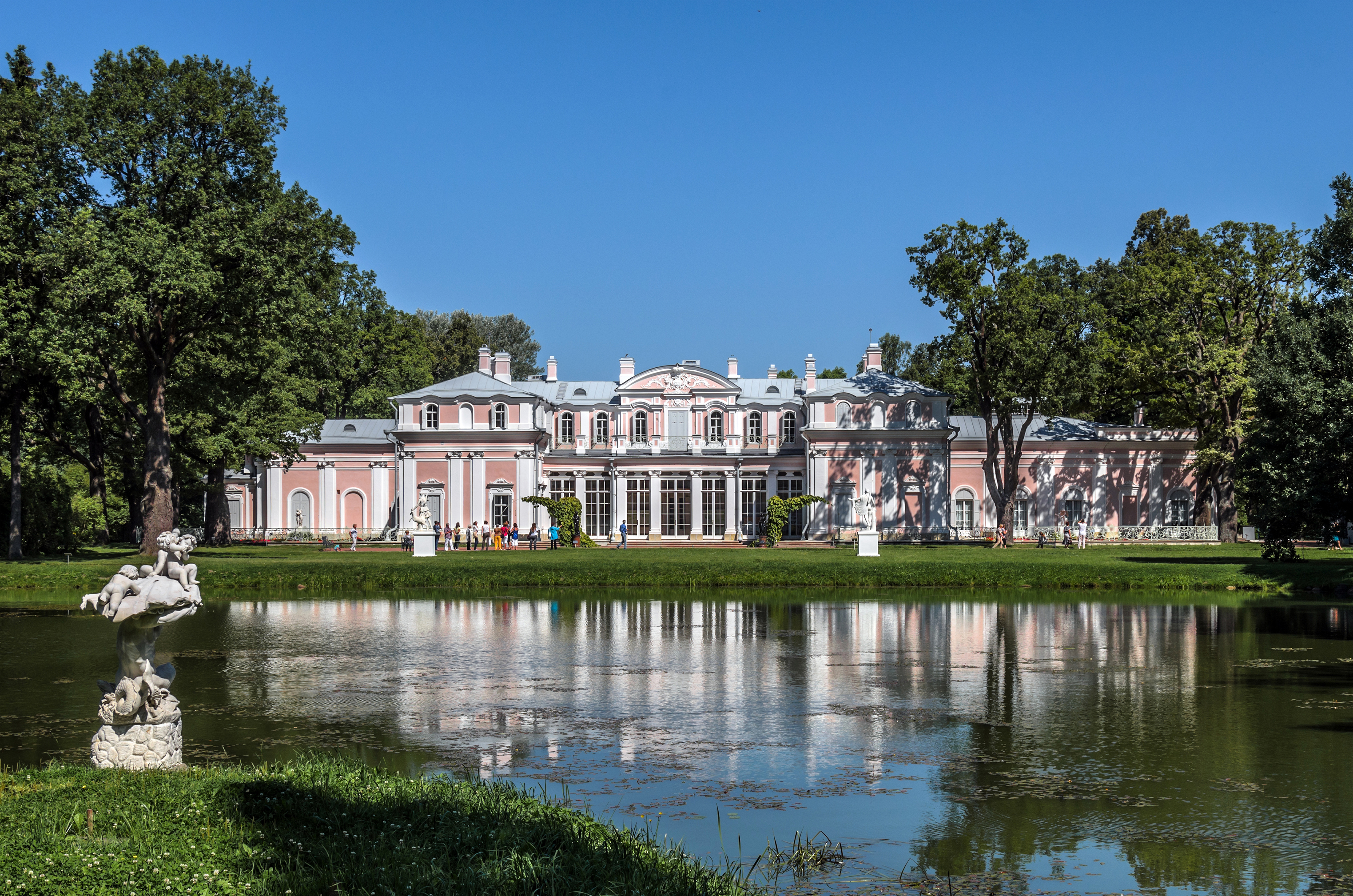
Palazzo Cinese nel Parco di Oranienbaum

- Fortezza di Peterstadt (1758—1760)
- Palazzo Cinsese (1762—1768)
- Padiglione di Katalnaya Gorka (1762—1774)

 Oblast' di Brjansk 
- Chiesa della Resurrezione di Cristo a Počep

 Kingisepp 
- Cattedrale di Santa Caterina

 Carskoe Selo a Puškin 
- Teatro cinese
- Villaggio Cinese
- Porta Orlov
- Colonna di Chesme
- Colonna moreana
- Obelisco di Kagul
- Colonna di Crimea

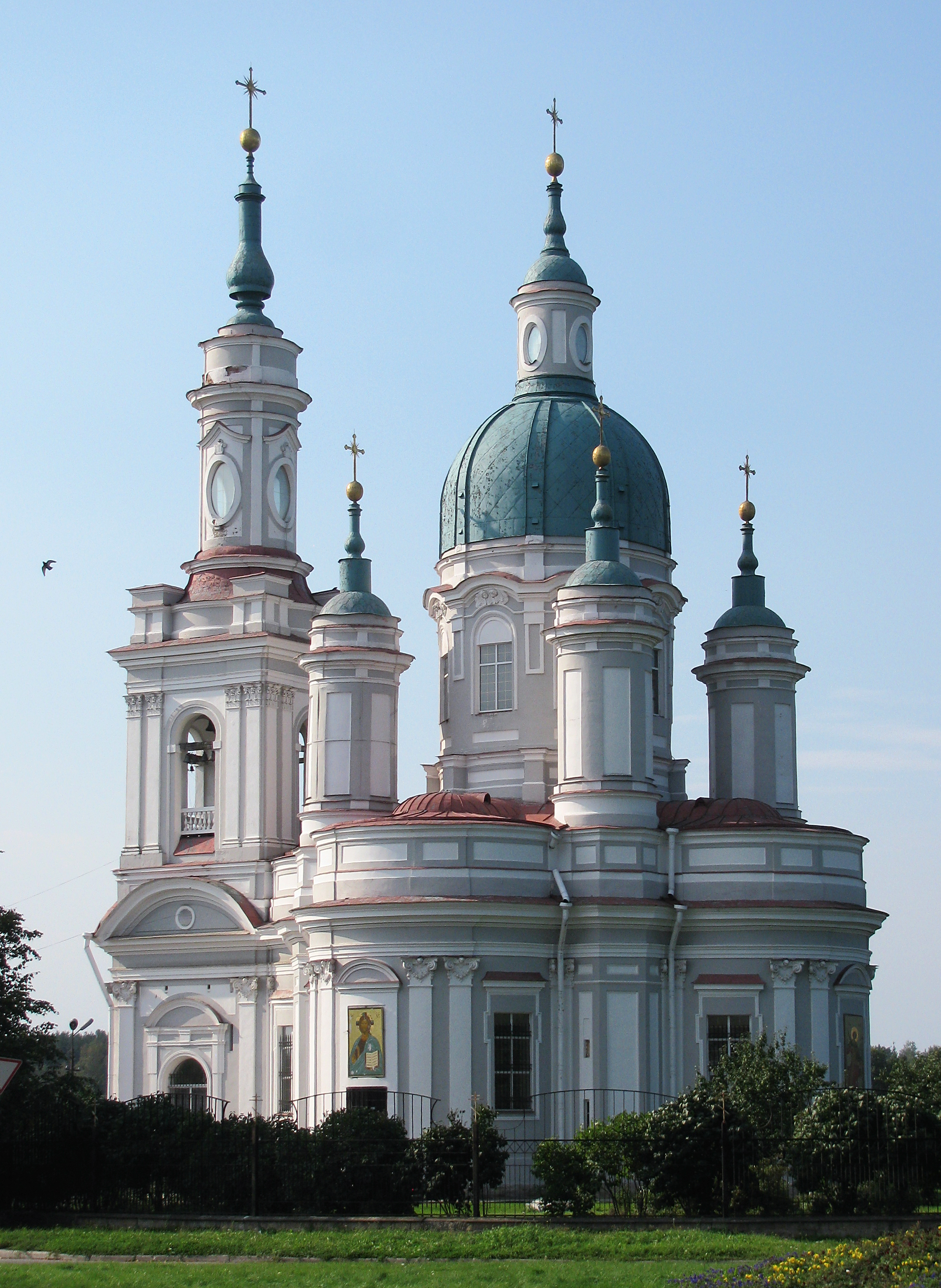
Cattedrale di Santa Caterina

- Monumento di Aleksandr Dmitrievič Lanskoj

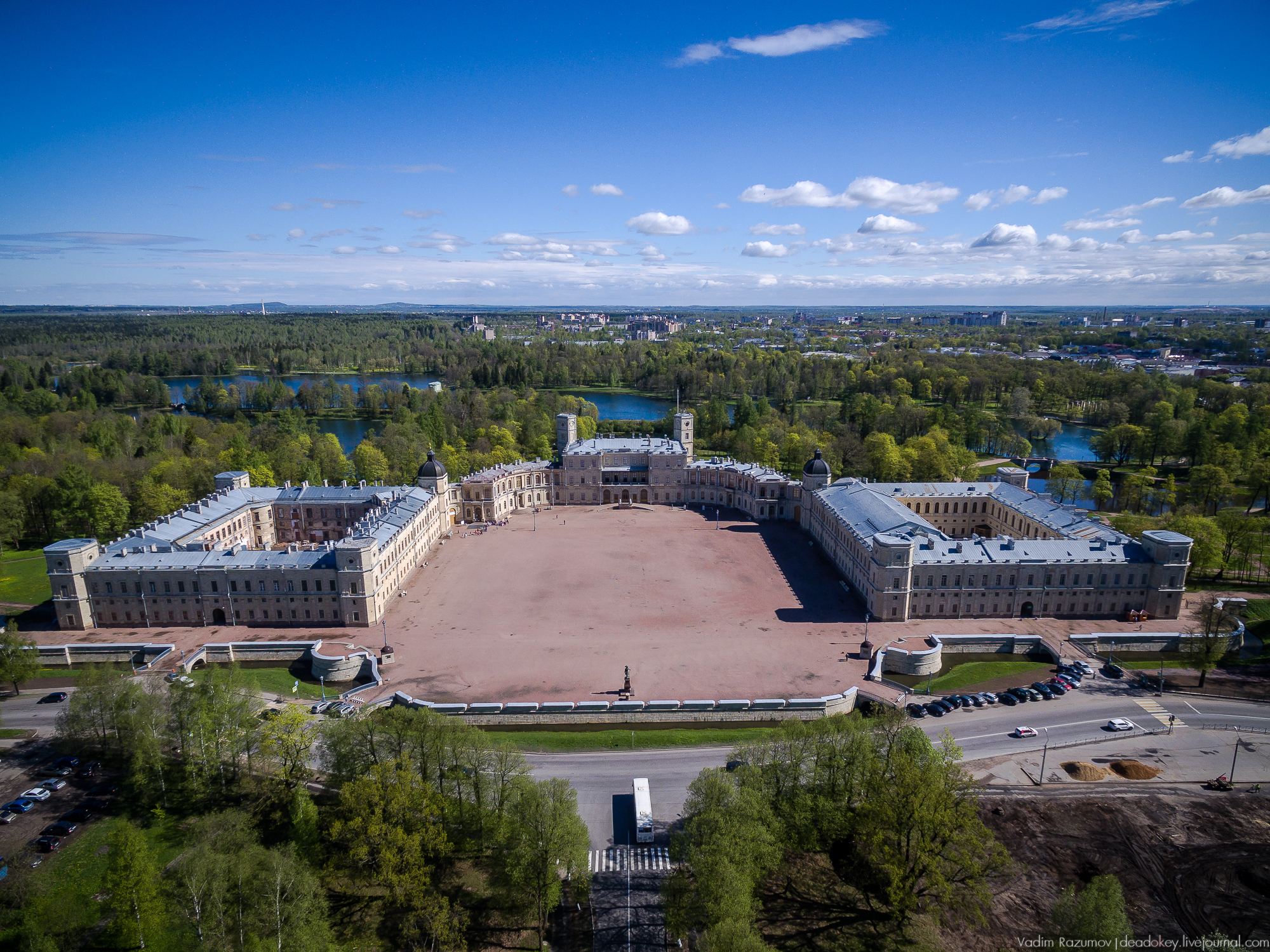
Reggia di Gatčina

 Gatčina 
- Reggia di Gatčina (1766—1781)
- Colonna dell'Aquila
- Grotta "Echo"
- Pozzo Ottagonale

## Omaggi

Moneta commemorativa d'argento da 25 rubli dedicata ad Antonio Rinaldi emessa dalla Banca Centrale della Federazione Russa nel 2015